# Adam / Albin

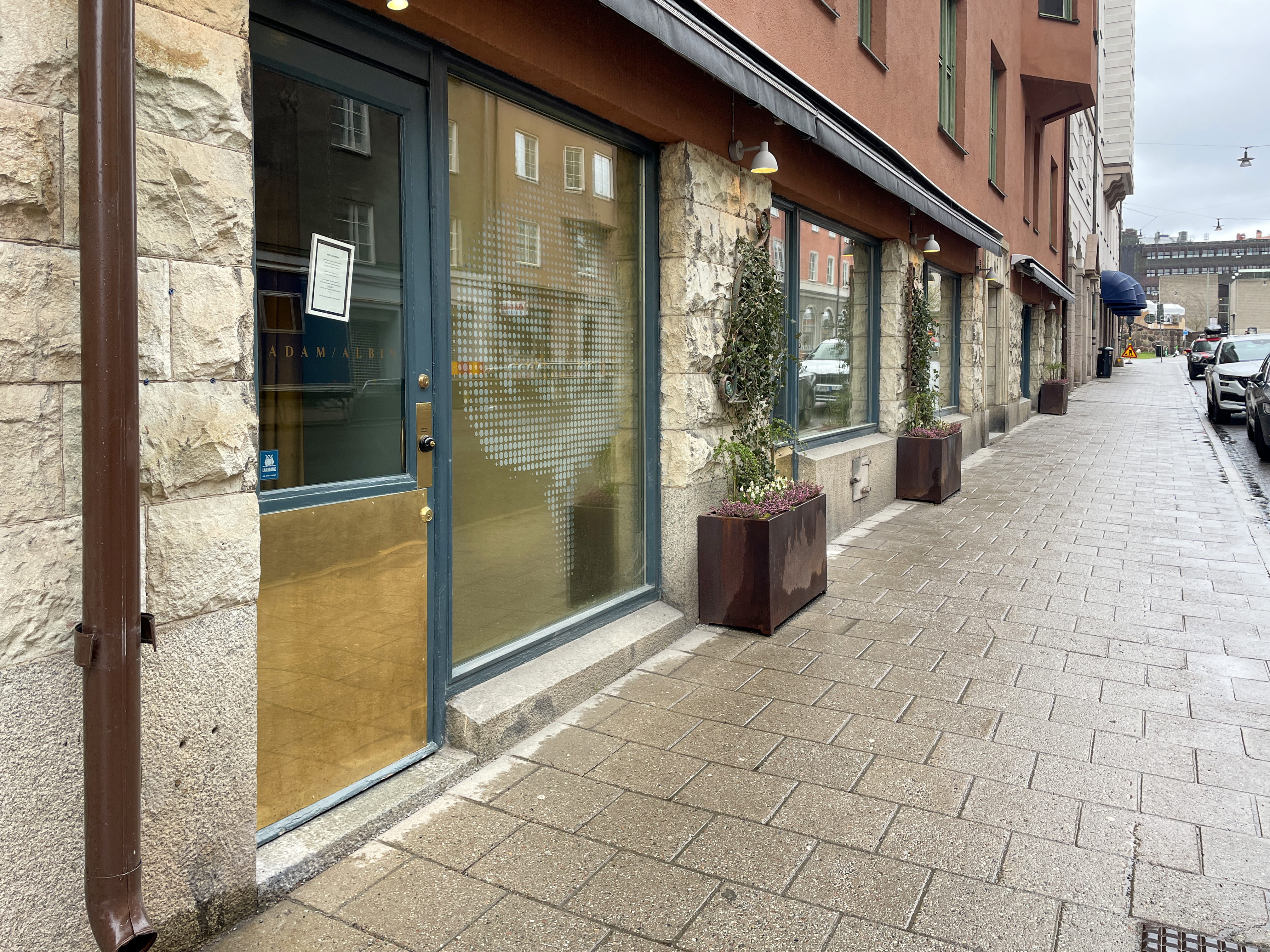
Adam / Albin

Adam / Albin är en restaurang på Rådmansgatan 16 på  Östermalm i Stockholm.
De båda kockarna Adam Dahlberg och Albin Wessman hade tidigare arbetat tillsammans på Bon Lloc och Mattias Dahlgren när de 2014 fick möjlighet att överta Stefan Erikssons matstudio på Rådmansgatan 16. Adam & Albins matstudio drevs till en början med en blandning av matlagningskurser, catering, luncher och popup-krog, vilken endast öppnade några fåtal tillfällen per månad. De dagar verksamheten var stängd tränade kockarna inför Bocuse d'Or och Årets kock.
2016 permanentade man restaurangdelen, som fick namnet Adam/Albin, samtidigt som matstudion och lunchdelen flyttades till den intilliggande lokalen Tvätteriet.  Restaurangen rymmer 30-talet sittande, vilka serveras fasta avsmakningsmenyer.
Adam/Albin tilldelades en stjärna i 2022 års upplaga av Guide Michelin.